# التعليم الابتدائي الشامل
يتلخص الهدف الثاني من أهداف الأمم المتحدة الإنمائية للألفية في تحقيق التعليم الابتدائي الشامل، وبشكل أكثر تحديدًا، "لضمان أنه بحلول عام 2015، سوف يكون الأطفال في كل مكان، ذكورًا وإناثًا، مطالبين بإكمال دورة كاملة من التعليم الابتدائي". يعد التعليم أمرًا حيويًا لتحقيق جميع الأهداف الإنمائية الأخرى للألفية: "إن تعليم الأطفال يمنح الجيل القادم الأدوات اللازمة لمكافحة الفقر والوقاية من الأمراض، بما في ذلك الملاريا والإيدز". وعلى الرغم من أهمية الاستثمار في التعليم، فإن التقرير الأخير الذي يحمل عنوان "إصلاح المشكلة" الوعد المكسور بالتعليم للجميع: توصلت نتائج المبادرة العالمية بشأن الأطفال خارج المدرسة - التي أصدرها معهد اليونسكو للإحصاء واليونيسف، إلى أن العالم قد أخفق في تحقيق هدف عام 2015 المتمثل في التعليم الابتدائي الشامل، ويوجد حاليًا 58 مليون طفل، في سن المدرسة الابتدائية، خارج المدرسة في جميع أنحاء العالم.